# Cymru Alliance 2002–03
Cymru Alliance 2002–03 là mùa giải thứ mười ba của Cymru Alliance kể từ khi thành lập năm 1990. Đội vô địch là CPD Porthmadog.

## Bảng xếp hạng
| XH | Đội                | Tr | T  | H | T  | BT  | BB  | HS  | Đ    | Lên hay xuống hạng               |
| -- | ------------------ | -- | -- | - | -- | --- | --- | --- | ---- | -------------------------------- |
| 1  | CPD Porthmadog (C) | 32 | 28 | 2 | 2  | 106 | 19  | +87 | 86   | Lên chơi tạiWelsh Premier League |
| 2  | Llandudno          | 32 | 20 | 7 | 5  | 81  | 41  | +40 | 67   |                                  |
| 3  | Buckley Town       | 32 | 19 | 7 | 6  | 85  | 34  | +51 | 64   |                                  |
| 4  | Llangefni Town     | 32 | 21 | 1 | 10 | 78  | 39  | +39 | 64   |                                  |
| 5  | Airbus UK          | 32 | 17 | 5 | 10 | 70  | 50  | +20 | 56   |                                  |
| 6  | Ruthin Town        | 32 | 17 | 3 | 12 | 79  | 45  | +34 | 54   |                                  |
| 7  | Halkyn United      | 32 | 14 | 9 | 9  | 56  | 57  | −1  | 51   |                                  |
| 8  | Amlwch Town        | 32 | 11 | 9 | 12 | 45  | 55  | −10 | 42   |                                  |
| 9  | Lex XI             | 32 | 13 | 5 | 14 | 83  | 72  | +11 | 041* |                                  |
| 10 | Holyhead Hotspur   | 32 | 11 | 8 | 13 | 60  | 62  | −2  | 41   |                                  |
| 11 | Flint Town United  | 32 | 11 | 7 | 14 | 50  | 61  | −11 | 40   |                                  |
| 12 | Mold Alexandra     | 32 | 8  | 7 | 17 | 35  | 56  | −21 | 31   |                                  |
| 13 | Gresford Athletic  | 32 | 8  | 6 | 18 | 52  | 64  | −12 | 30   |                                  |
| 14 | Llanfairpwll       | 32 | 8  | 5 | 19 | 35  | 66  | −31 | 29   |                                  |
| 15 | Guilsfield         | 32 | 7  | 7 | 18 | 43  | 86  | −43 | 28   |                                  |
| 16 | Cemaes Bay         | 32 | 7  | 3 | 22 | 41  | 129 | −88 | 24   |                                  |
| 17 | Holywell Town      | 32 | 4  | 5 | 23 | 33  | 96  | −63 | 08*  |                                  |

Nguồn: Cymru Alliance
Quy tắc xếp hạng: 1. Điểm; 2. Hiệu số bàn thắng; 3. Số bàn thắng.
*Lex XI bị trừ 3 điểm
*Holywell Town bị trừ 9 điểm
(VĐ) = Vô địch; (XH) = Xuống hạng; (LH) = Lên hạng; (O) = Thắng trận Play-off; (A) = Lọt vào vòng sau. 
Chỉ được áp dụng khi mùa giải chưa kết thúc: 
(Q) = Lọt vào vòng đấu cụ thể của giải đấu đã nêu; (TQ) = Giành vé dự giải đấu, nhưng chưa tới vòng đấu đã nêu.